# 緘默禍運
《緘默禍運》是一款於2024年推出的第一人稱心理恐怖冒險遊戲，由Wrong Organ開發，Critical Reflex發行。該遊戲講述了宇宙貨運飛船「圖爾帕號」上的五名船員，在一次神秘的墜毀事故後受困於太空的故事。該遊戲採用分裂且非線性敘述手法的敘述形式。

## 遊戲機制
《緘默禍運》是一款以敘事為主的單人冒險遊戲，採用第一人稱視角，並且幾乎沒有生存或戰鬥機制。這款遊戲也可以被描述為一種「步行模擬器」。遊戲玩法主要包括探索圖爾帕號、與船員進行對話，以及使用物品解謎。
由於遊戲採用非線性敘述手法，因此主要故事通過彼此分離的場景呈現，這些場景發生在墜毀事故的前幾週和後幾個月內。時間線的跳躍有時通過模仿故障或崩潰的非劇中轉場來區分。玩家在墜毀前的場景中會以船長Curly的視角進行，而墜毀後的場景則前副駕駛、現任船長Jimmy的視角進行。

## 開發與發行
《緘默禍運》的開發團隊包括製作人Kai Moore、音效設計師Martin Halldin、美術與敘事設計師Johanna Kasurinen、設計師兼程式開發者Jeffrey Tomec，以及技術設計師Dave van Egdom。 開發團隊的靈感來自多部電影，包括《異形》、《黑洞表面》、《太陽倒數》、《突變第三型》、《鬼店》與《顫慄異次元》。 本作採用了受PlayStation遊戲啟發的低多边形、復古視覺風格。 美術設計師Kasurinen表示，她是受到獨立遊戲開發者Puppet Combo的啟發，並在接受《滾石雜誌》訪問時表示：「我們不需要最尖端的圖像技術也能創造出有衝擊力的作品。」在接受《華盛頓郵報》訪談時，Kasurinen表示本作的最初概念來自她過去的開發經驗：「我們當時陷入一種狀態，一邊說服自己『只要再努力一點就能補救』，但其實一切早已殘破不堪，這種信念反而種下了本作的種子。」
《緘默禍運》最初是作為開發商Wrong Organ的處女作《魚是怎麼煉成的》的一次免費更新（靈感來自《塊魂》）而公開的。 本作的試玩版於2024年2月的SteamNext Fest活動中發布，獲得普遍好評， 正式版本則於2024年9月26日透過Steam平台在Windows系統上發行。 本作上市後廣受玩家好評，在Steam平台推出的前兩週即獲得「壓倒性好評」評價， 這是該平台的最高等級評分。 同年，《Mouthwashing》也獲得2024年獨立遊戲大獎的年度遊戲獎提名。
2025年2月19日，開發商Wrong Organ與發行商Critical Reflex宣布《緘默禍運》將於2025年內登上任天堂Switch、PlayStation 5與Xbox Series X/S等主機平台。

## 評價
| 汇总媒体             | 得分          |
| -------------------- | ------------- |
| Metacritic           | 88/100        |
| OpenCritic（推荐率） | 91% recommend |

| 媒体              | 得分    |
| ----------------- | ------- |
| Eurogamer         | 4/5     |
| Game Informer     | 8.75/10 |
| HardcoreGamer     | 3/5     |
| IGN               | 9/10    |
| PC Gamer美国      | 87/100  |
| TechRadar         | 5/5     |
| 衛報              | 4/5     |
| Bloody Disgusting | 4/5     |
| Paste             | 8.7/10  |
| Siliconera        | 9/10    |

《緘默禍運》在發售後廣受好評，根據评论汇总网站Metacritic的資料，該遊戲則獲得「普遍好評」評價。
遊戲的敘事結構廣受評論界肯定，尤其被血腥厭惡與Rock, Paper, Shotgun等媒體讚譽，認為其設計成功營造緊張氣氛，激起玩家對事件起因的好奇。《漿果雜誌》的伊萊賈·岡薩雷斯（Elijah Gonzalez）指出，非線性敘事增添謎團感，使玩家更積極推敲真相。 遊戲雷達+的利昂·赫利（Leon Hurley）亦認為此敘事搭配不可靠的敘事者，營造出懸疑氛圍，促使玩家不斷質疑所見。此類敘事手法因能展現角色多面性、深化塑造而廣獲好評， 並進一步提升沉浸感。
視覺表現亦備受讚譽。血腥厭惡的亞倫·博姆（Aaron Boehm）讚賞低多邊形美術「令人驚艷」，岡薩雷斯認為此風格促使玩家主動填補視覺空白。 赫利則指出：「《緘默禍運》的低多邊形恐怖美學背後，藏著AAA級的藝術指導」。 衛報的基思·斯圖爾特（Keith Stuart）更將此風格比擬為大衛·林奇與達利歐·阿基多的超現實主義風格，強調其不安氛圍營造能力。 《硬核玩家》的凱爾·勒克萊爾（Kyle LeClair）認為畫面風格與第五代家用主機作品相仿，成功喚起懷舊感。 此觀點亦獲紐約時報的哈羅德·戈德伯格、IGN的朗尼·巴瑞爾、Noisy Pixel的阿札里奧·洛佩茲與VG247的歐辛·昆克肯定。
鏡頭與場景設計方面，多數評論指出遊戲運用「故障式」轉場呈現強烈電影感， 但《倚靠恐怖》的凱蒂·漢森（Katy Hanson）認為這些轉場反而破壞節奏。歐洲玩家的凱瑟琳·卡索（Katharine Castle）則肯定遊戲對狹小場域的巧妙運用， 而索恩亦讚賞圖爾帕號的空間設計，尤其走廊調度，但也批評某些段落流於冗長。 相較之下，血腥厭惡與倚靠恐怖認為這些開場設計有效鋪陳後續幻覺式的空間變化。PC玩家的泰德·利奇菲爾德（Ted Litchfield）更讚賞場景細節豐富，如筆記、小冊子與未完成的桌遊，讓空間更具說服力。 不過勒克萊爾指出場景種類過少，導致體驗「令人不快地重複」。
角色塑造方面亦受肯定。勒克萊爾認為角色「性格鮮明且富趣味」，漢森則稱其「迷人又令人難忘」。 利奇菲爾德指出，恐怖感的建立依賴角色間的人性戲劇，聚焦一群困於壓抑職場的角色及其怨懟與悔恨。 《漿果雜誌》與VG247亦認為，藉由描寫企業貪婪與黑色幽默的對照，深化了角色動機與整體主題。 然而岡薩雷斯也批評角色安雅（Anya）描寫不足，使她在遭受男性羞辱時顯得失衡。
評論對於玩法設計意見分歧。索恩形容操作「簡單卻具觸感樂趣」， 利奇菲爾德則認為小遊戲的肉體恐怖意象令人印象深刻。 不過矽谷娛樂的劉與IGN的巴瑞爾皆批評戰鬥與潛行段落笨拙、冗贅，僅因篇幅短才不至破壞整體體驗。 漢森指謎題過簡，淪為「例行公事」， 勒克萊爾更認為追逐段落與謎題過於單薄，削弱本作作為「遊戲」的正當性。 相對地，博姆則主張遊戲機制與敘事氛圍緊密結合，有效支持其作為互動媒介的定位。 《血腥厭惡》與《倚靠恐怖》的評論也讚揚其顛覆傳統機制，透過畫面提示引導玩家進入懸念狀態， 衛報的史都華則總結本作為「一場對『遊戲是什麼、遊戲要我們做什麼』的探討」。

### 獎項與榮譽
| 年份 | 頒獎典禮                               | 獎項類別                                                                    | 結果     | 參考資料      |
| ---- | -------------------------------------- | --------------------------------------------------------------------------- | -------- | ------------- |
| 2024 | 恐怖遊戲大獎（The Horror Game Awards） | 最佳敘事                                                                    | 獲獎     | [ 38 ]        |
| 2024 | 恐怖遊戲大獎（The Horror Game Awards） | 玩家票選                                                                    | 獲獎     | [ 38 ]        |
| 2024 | 獨立遊戲獎（The Indie Game Awards）    | 年度遊戲                                                                    | 提名     | [ 20 ]        |
| 2024 | 獨立遊戲獎（The Indie Game Awards）    | 敘事                                                                        | 提名     | [ 20 ]        |
| 2024 | Steam大獎                              | 傑出劇情遊戲                                                                | 提名     | [ 39 ]        |
| 2025 | 紐約遊戲大獎                           | 查姆利私酒館最佳隱藏寶石獎（Chumley’s Speakeasy Award for Best Hidden Gem） | 獲獎     | [ 40 ]        |
| 2025 | 第28屆D.I.C.E.大獎                     | D.I.C.E.最佳獨立遊戲成就獎                                                  | 提名     | [ 41 ] [ 42 ] |
| 2025 | 第25屆遊戲開發者選擇獎                 | 最佳敘事                                                                    | 提名     | [ 43 ]        |
| 2025 | 獨立遊戲節                             | 麥克納利大獎                                                                | 榮譽提名 | [ 44 ]        |
| 2025 | 獨立遊戲節                             | 音效表現卓越獎（Excellence in Audio）                                       | 榮譽提名 | [ 44 ]        |
| 2025 | 獨立遊戲節                             | 敘事表現卓越獎（Excellence in Narrative）                                   | 榮譽提名 | [ 44 ]        |

## 外部連結
- 官方網站 （页面存档备份，存于）